# Telebasis isthmica
Telebasis isthmica är en trollsländeart som beskrevs av Philip Powell Calvert 1902. Telebasis isthmica ingår i släktet Telebasis och familjen dammflicksländor. Inga underarter finns listade i Catalogue of Life.